# Klang (Malaysia)
Klang è una città della Malaysia, situata nello Stato di Selangor, nell'omonimo distretto. È stata la capitale civile di Selangor prima dell'emergere di Kuala Lumpur e dell'attuale capoluogo di Shah Alam. Port Klang è il 12º porto di transito più trafficato e il 12º porto di transito di container al mondo.
Il Consiglio Municipale di Klang o MP Klang esercita la giurisdizione per la maggior parte del Distretto di Klang  mentre il Consiglio della città di Shah Alam esercita una certa giurisdizione a est del Distretto di Klang, a nord del Distretto di Petaling e sulle altre parti dello Stato di Selangor, compresa la stessa Shah Alam.
Al 2010, la città di Klang contava una popolazione complessiva di 240.016 abitanti (di cui 10.445 nel centro della città), mentre la popolazione del distretto era di 842.146 abitanti e quella delle città dirette dal Consiglio Municipale di Klang ammontava a 744.062 abitanti.